# Башня Корнякта
Башня Корня́кта (укр. Вежа Корнякта) — памятник архитектуры во Львове (Украина), часть ансамбля Успенской церкви. Находится на улице Подвальной, 9.

## История
Башня построена как колокольня Успенской церкви, выполняла роль оборонной башни во время осады и дозорного пункта пожарной стражи. Построена по проекту архитектора Петра Барбона при участии Павла Римлянина в 1572—1578 годах на средства греческого купца Константина Корнякта.

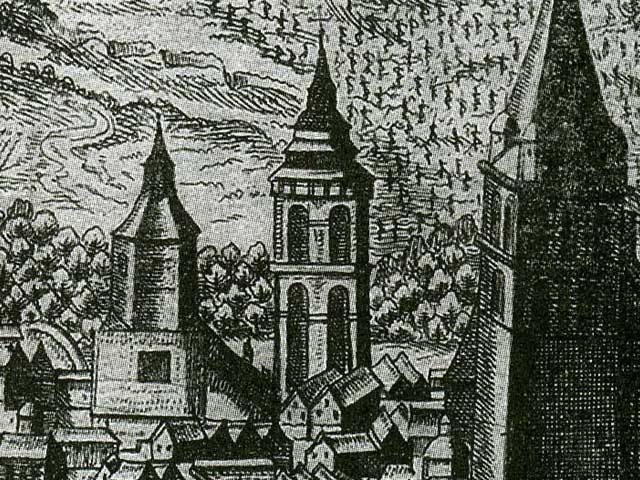
В центре — башня Корнякта, 1618 год

Башня первоначально имела три разных по высоте яруса и трёхступенчатое шатровое завершение. В 1672 году во время турецкой осады колокольня пострадала от пожара. Была отстроена в 1695 архитектором Петром Бебером, который достроил ещё один ярус и современное барочное завершение с четырьмя витыми обелисками по углам.
На башне, ещё до завершения строительства, повесили вылитый по заказу крупнейший в те времена в Галичине колокол диаметром в 2 метра, который был назван «Кириллом». По поводу этого колокола разгорелся спор между Львовским Успенским братством и его соседями — доминиканцами, которые неподалёку имели свой монастырь. Доминиканцы жаловались не только в магистрат, но и к королю. Осуждение монахов вызвали не только размеры, но и громкий звук колокола, который мешал им слушать проповедь в церкви. Но, несмотря на все преграды, вскоре «Кирилл» начал выполнять функции главного колокола города, который оповещал о военной опасности, пожарах, стихийных бедствиях и о смерти самых уважаемых львовян, независимо от их вероисповедания. «Кирилл» служил братству до шведского нашествия, затем на его место повесили другой колокол.
Во время религиозных праздников на галерее верхнего яруса играла капелла и выступал братский хор. В помещениях башни значительное время сохранялась библиотека Успенского братства (сгорела в 1779 году). Башня Корнякта стала своеобразным гербом братства, её можно найти на печатях братства, на издательской марке. Львовское братство использовало башню как место наказания для братьев, провинившихся в чём-нибудь перед братством (в частности, однажды там отбывал наказание Юрий Рогатинец).
Здание выполнено из камня, квадратное в плане, в отделке использована полихромия. Фасады украшены пилястрами тосканского ордера с красными арочными простенками. Высота ярусов постепенно уменьшается, а точно найденные пропорциональные соотношения придают колокольне стройность и изящество. По своей красоте башня Корнякта стоит в одном ряду с лучшими сооружениями Европы своего времени.